# Festival interceltique de Lorient 2014
La 44e édition du Festival interceltique de Lorient, qui se déroule du 1er au 10 août 2014 à Lorient, est un festival réunissant plusieurs nations celtes. L'Irlande est la « nation » invitée, pour la troisième fois de l'histoire du festival, et celui-ci voit la venue du président irlandais Michael D. Higgins.
Les têtes d'affiches de cette édition sont The Strypes, The Dubliners, ou encore des artistes comme Bernard Lavilliers, Suzanne Vega, ou Gilles Servat. Au total environ 200 groupes et 4 500 artistes sont présents dans la programmation. La fréquentation enregistrée monte alors à 750 000 festivaliers, soit le second meilleur chiffre de l'histoire du festival.
L'association qui porte le festival enregistre pour cette édition un important déficit de 234 000 €, ce qui porte son passif à un peu plus de 580 000 €. Elle doit alors se lancer dans un plan d'économie qui s'échelonne jusqu'à l'édition 2019.

## Préparation

### Pays Invité

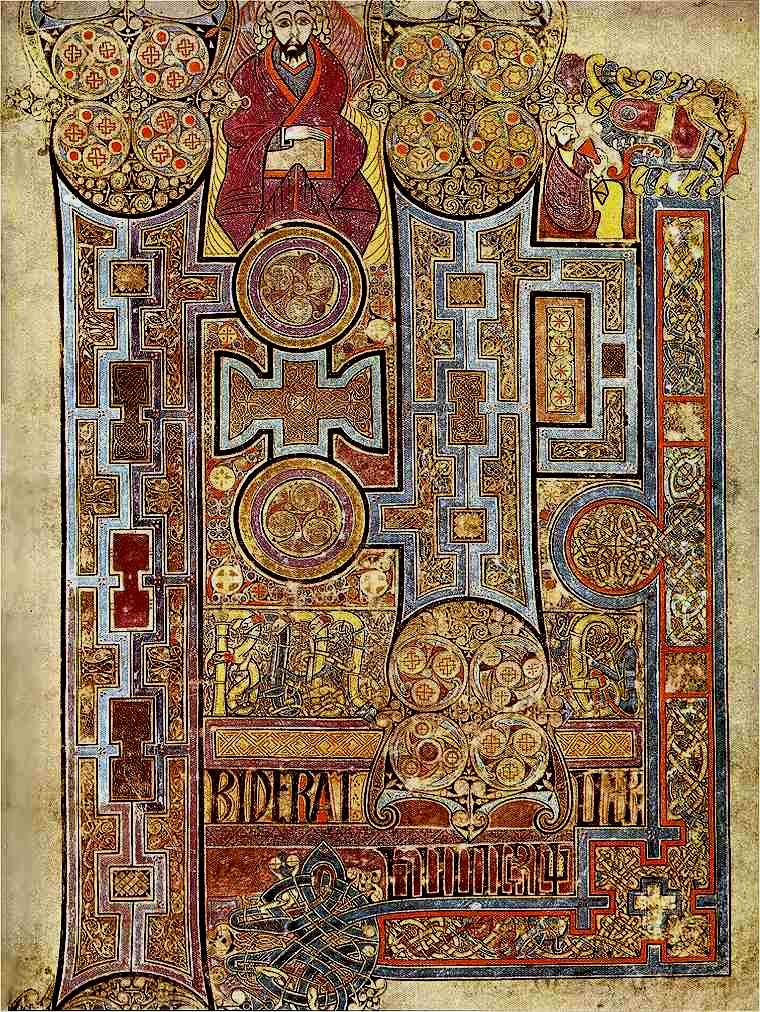
Le livre de Kells sert de base au visuel de cette édition.

L'annonce du pays invité pour l'édition 2014 a lieu lors des derniers jours de l'édition 2013. La mise en avant de l'Irlande est alors officialisée, pour la première fois depuis l'édition 2005 et pour la troisième fois depuis le début du festival. Dès 2012, l'équipe dirigeante du festival avait laissé entendre que ce pays serait alors mis en avant pour la 44e édition. Des réunions préparatoires ont lieu les mois suivants, en particulier le 26 septembre 2013 à Dublin en présence du ministre de la culture irlandais Jimmy Deenihan et de responsables de l'agence de promotion de la culture irlandaise. La venue du président irlandais Michael D. Higgins est confirmée dès le mois de mai 2014 ; c'est alors sa troisième visite du festival, après y être venu comme maire de Galway en 1981 (ville jumelée avec Lorient) puis comme ministre de la culture d'Irlande en 1996.
Un visuel reposant sur le livre de Kells est dévoilé le 14 janvier 2014. Il reprend en partie le travail d'orfèvre et les motifs ornementaux de ses enluminures. La couleur verte est utilisée comme teinte dominante, et certains éléments traditionnellement associés à l'Irlande comme le trèfle et la harpe celtique sont aussi présents. Pour la quatrième édition consécutive, le festival a recours à l'entreprise lorientaise Orignal Communication pour élaborer celui-ci

### Programmation
La programmation est dévoilée par Lisardo Lombardía le 10 avril 2014 lors d'une conférence de presse au grand théâtre de Lorient. Si celui-ci affirme que « La tête d'affiche du festival, c'est le festival lui-même », plusieurs têtes d'affiches sont alors mises en avant. Les irlandais de The Strypes et de The Dubliners mènent la délégation mise à l'honneur cette année-là, et des artistes comme Bernard Lavilliers, Suzanne Vega, ou encore Gilles Servat complètent l'affiche. Au total, plus de 200 groupes et 4 500 artistes, sont annoncés sur 10 jours et 12 scènes.
Plusieurs commémorations marquent la programmation de cette édition. La soirée d'ouverture doit rendre hommage au prix Nobel de littérature irlandais Seamus Heaney, mort en août de l'année précédente. Les célébrations marquant les 500 ans de la mort de la duchesse Anne de Bretagne passent, elles, par la présentation de la création de Roland Becker « Anne de Bretagne renaissante ». Le centenaire du début de la Première Guerre mondiale est lui aussi intégré, au travers de différentes actions lors de la Grande Parade et lors des Nuits Interceltiques.
Au total, un peu plus de 120 spectacles sur scène sont ainsi programmés, dont 60 % de gratuits et/ou accessibles à la suite de l'achat du badge de soutien, sur le modèle du freemium.

### Données morales et financières
Le festival est tributaire d'un passif cumulé de près de 328 000 € hérité des éditions 2011 (85 000 €) et 2012 (un peu plus de 230 000 €). Un plan d'économie est alors mis en place dès l'édition 2013, et doit se poursuivre lors de l'édition 2014. Il prévoit notamment la fin de la gratuité complète de certains spectacles comme la grande parade, ainsi que la mise en place d'un badge de soutien payant, permettant d'avoir accès à certaines zones du festival. L'édition 2013 permet de dégager 39 000 € de bénéfices, et 15 000 € de bénéfices sont projetés pour l'édition 2014. Un des objectifs est alors de passer de 40 000 badges de soutien à 60 000.
La direction de l'association qui gère le festival évolue aussi avant l'édition 2014. Noël Couëdel, qui préside le festival depuis 2007, déclare avant la fin de son second mandat qu'il ne se représente pas. Seul candidat à sa succession, c'est Guy Gestin, alors vice-président depuis deux ans, qui est désigné par le conseil d'administration le 20 octobre 2013 pour lui succéder. L'équipe de direction est en partie renouvelée avec l'élection d'un nouveau vice-président, Bruno Jaouën, et d'un nouveau trésorier, Jean Godreau.

## Déroulé

### Sites
Le festival utilise en 2014 quelque 23 sites d'accueil de spectacles et d'animation à Lorient. Les chapiteaux et autres installations temporaires assemblées pour l'occasion représentent une surface de quelque 12 000 m2 ; le plus grand, l'Espace Marine, s'étend sur 3 000 m2, et des espaces intermédiaires comme le pavillon de l'Irlande ou celui de l'Acadie occupent eux 400 m2. D'autres installations et espaces du centre-ville de Lorient sont aussi utilisés pour diverses prestations, comme le palais des congrès, le parc Jules-Ferry, ou encore le Théâtre de Lorient.
L'édition se singularise par une modification du trajet de la « grande parade », qui part du stade du Moustoir pour s'achever au port de pêche de Keroman. Des gradins et un écran géant sont installés sur le slipway qui accueille l'arrivée. Le stade du Moustoir est utilisé pour la première fois depuis 11 ans pour une soirée concert pour lequel 9 000 spectateurs sont attendus.
Des évènements sont aussi organisés dans d'autres villes de la communauté d'agglomération Lorient Agglomération. Lanester accueille comme lors des éditions précédentes des concerts lors d'une « soirée interceltique ». Pour la première fois, la ville Port-Louis reçoit, elle, deux pipe bands pour diverses prestations en journée. Plusieurs établissements d'hébergement pour personnes âgées dépendantes de Lorient Agglomération accueillent aussi ponctuellement des groupes tout au long du festival.

Quelques sites utilisés
Pavillon de l'Irlande pendant un concert.
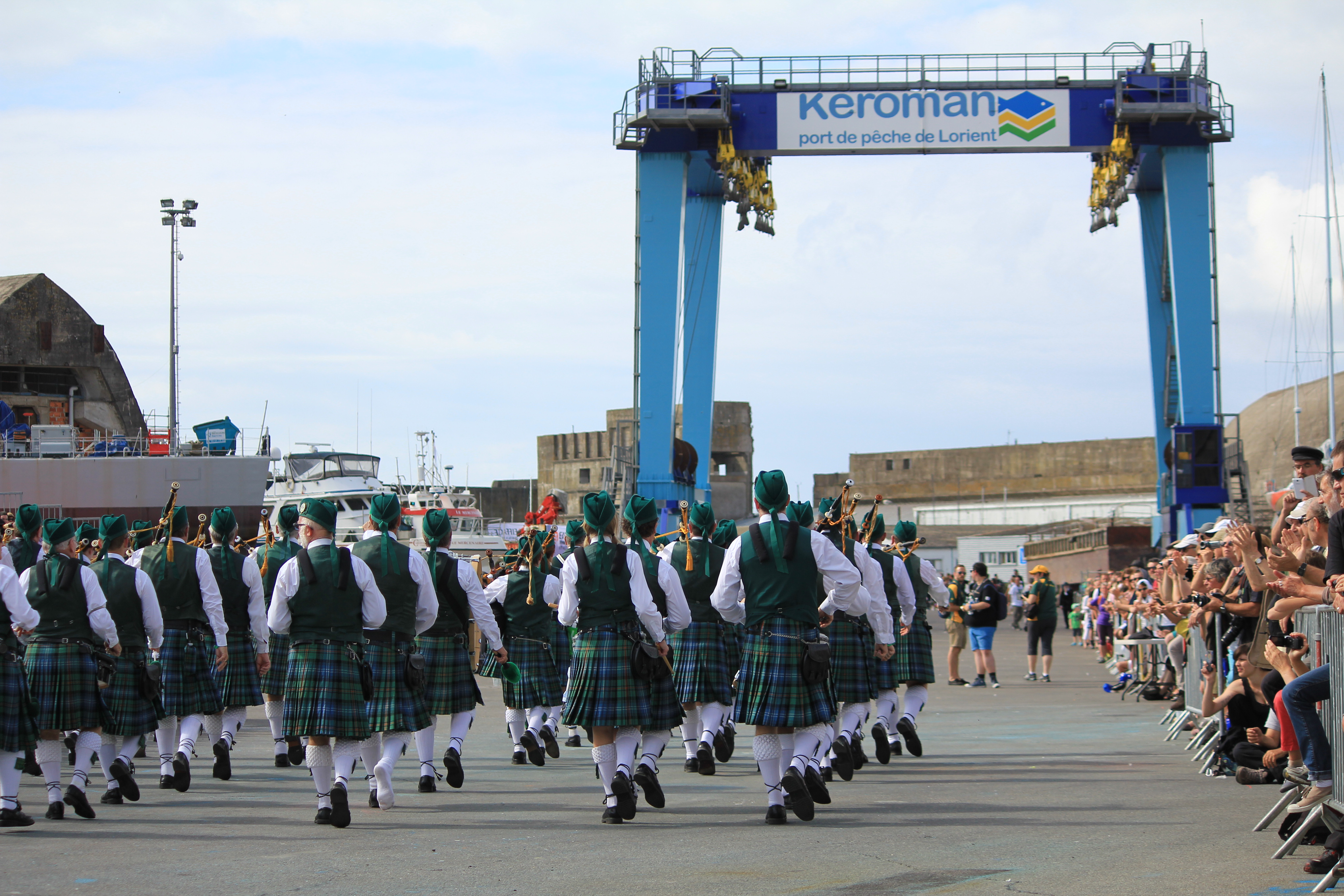
Arrivée de la grande parade au port de pêche de Keroman.
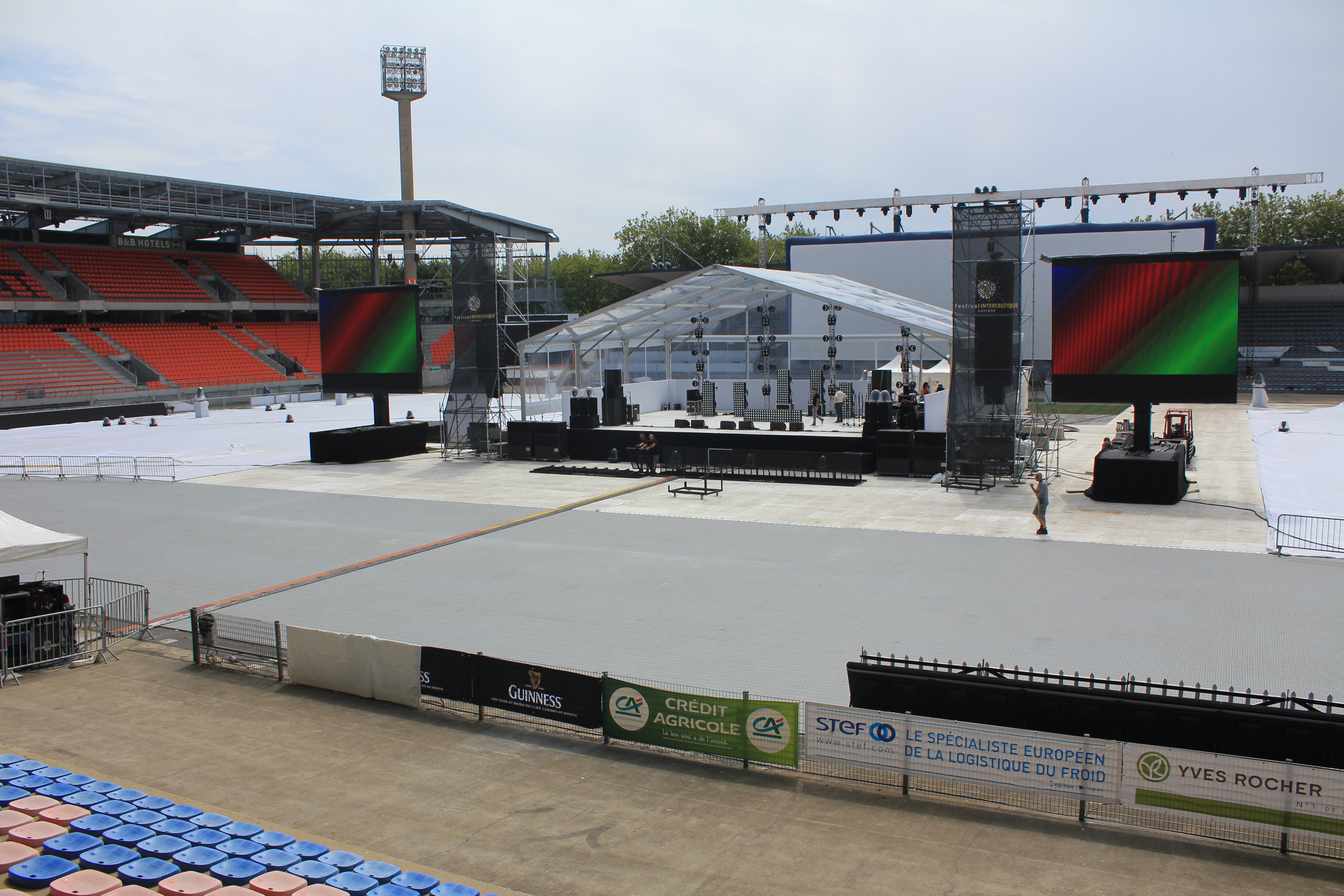
Stade du Moustoir en configuration concert.
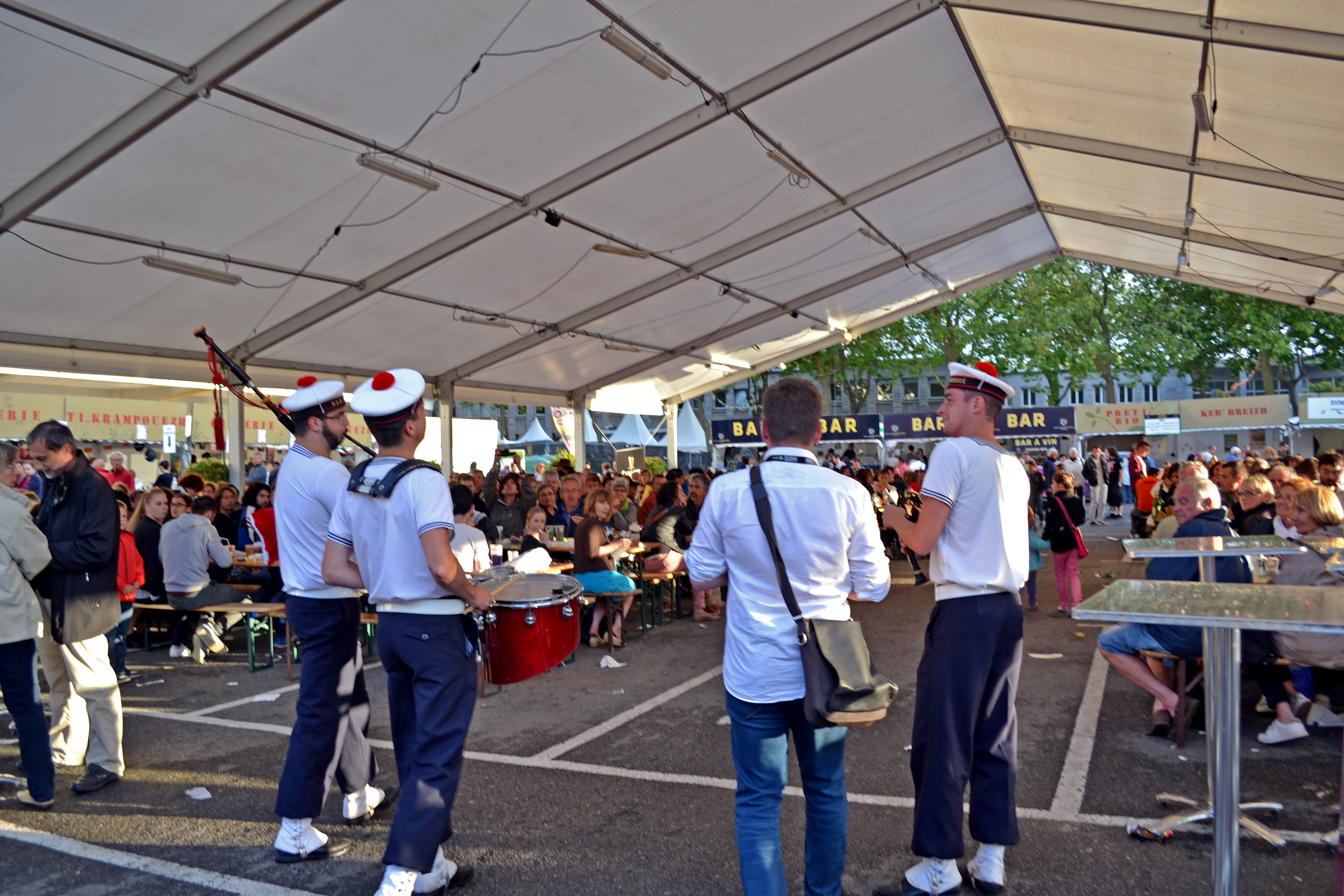
Village celte, espace de restauration.

### Couverture médiatique
Le festival fait l'objet d'une couverture par la chaîne de télévision France 3 pendant la durée de l'événement, ainsi que lors de la semaine suivante. Trois spectacles sont ainsi captés puis diffusés par la chaîne, sur son site internet ou dans sa grille de programmation, dont un en prime time. Le samedi 2 août, l'ultime manche du championnat national des bagadoù est diffusée sur le site internet de la chaine. Le lendemain, des extraits de la « Grande Parade » sont diffusés et commentés par Anna Jaouen et Christophe Guyomard, ainsi que Yann Queffelec ; celle-ci est alors suivie par 2 millions de téléspectateurs. Le dimanche 13 août, la « nuit interceltique » commentée par Christophe Guyomard et Tania Young regroupe 1,92 million de téléspectateurs, soit 9,6 % de part de marché. France 2 organise, elle, un duplex lors de son journal télévisé, vu par 3,8 millions de téléspectateurs.

### Concerts
Le festival accueille, entre autres artistes,  Bernard Lavilliers, Suzanne Vega, The Dublin Legends (avec d'anciens membres des Dubliners), Buffy Sainte-Marie, Anoushka Shankar, Gilles Servat, Liam O'Flynn, Dónal Lunny, Mary Black, Frances Black, l'Orquestra Buena Vista Social Club, Cécile Corbel, Red Cardell avec le Bagad Kemper, Skolvan, Moriarty, De Dannan, l'Afro Celt Sound System, The Strypes, Danny Boudreau, Carré Manchot, Dixebra, Dom DufF, Les Hôtesses d'Hilaire, Barzaz, Julie Fowlis, Salsa Celtica, et la reprise du spectacle The Brendan Voyage de Shaun Davey par le groupe Lúnasa.
Certains concerts organisés à l'espace Marine peinent à trouver leurs publics, et enregistrent des fréquentations plus faibles, comme ceux de Dervish, ou encore « Dans l'univers des bardes » avec Catrin Finch, Seckou Keita et Anoushka Shankar. Dervish parvient cependant à convaincre la critique, pour qui le concert est « ahurissant d'énergie ». La prestation de Catrin Finch, Seckou Keita et Anoushka Shankar est elle aussi saluée, qualifiée de « conversation musicale d'une densité et d'une intelligence rare, un camouflet aux adversaires des métissages ».

Quelques artistes du Festival interceltique de Lorient 2014
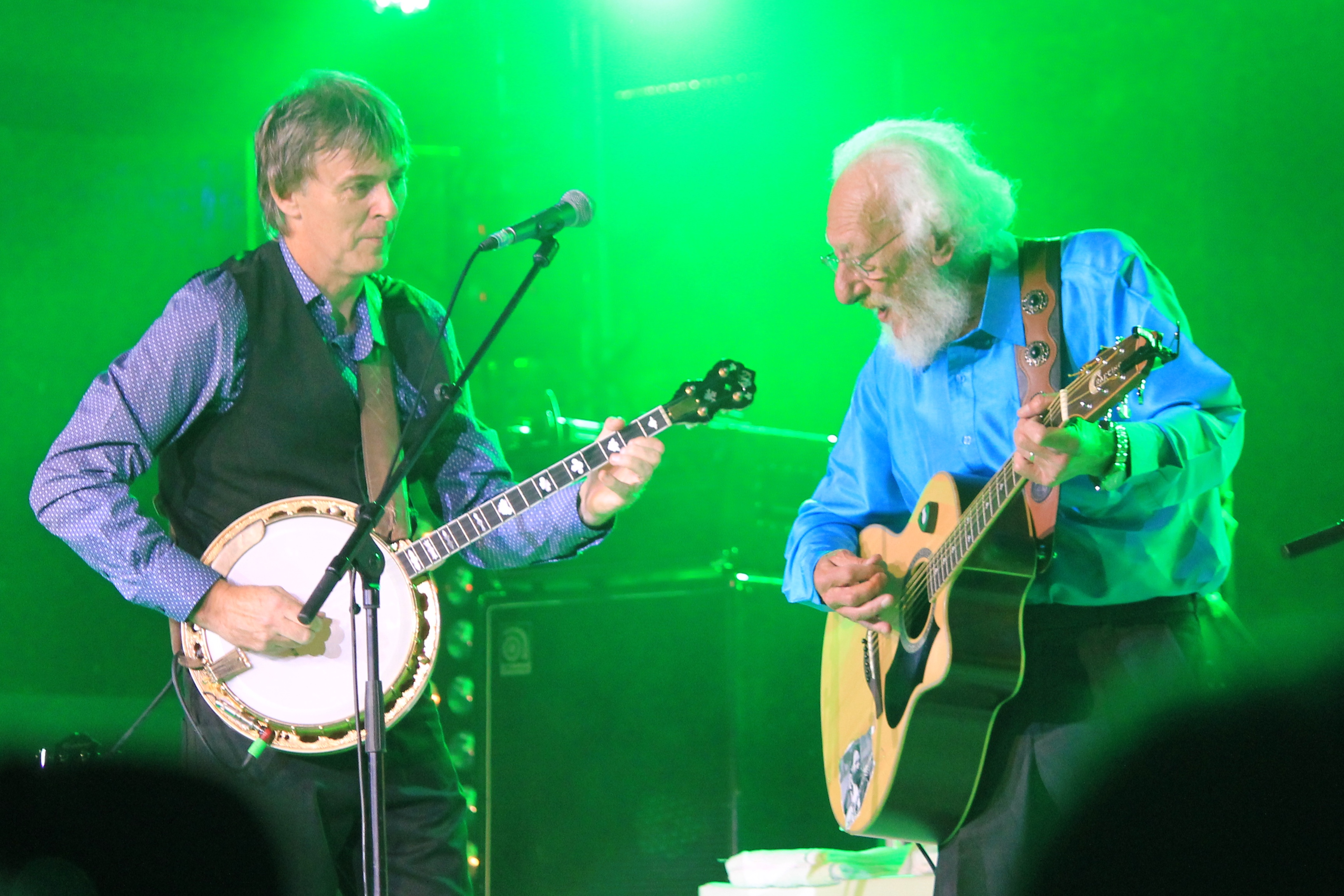
Gerry O'Connor et Eamonn Campbell des Dublin Legends
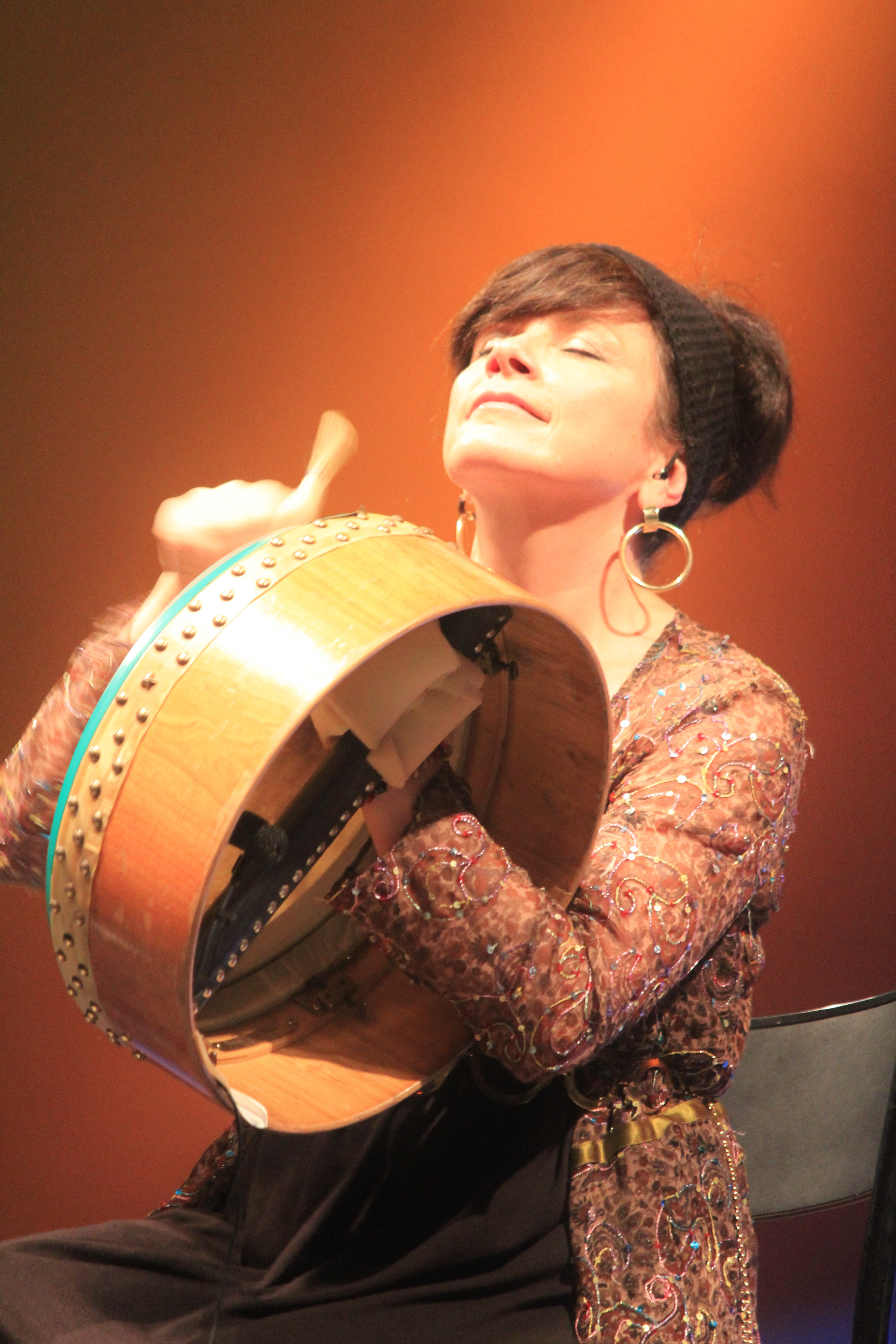
Cathy Jordan du groupe Dervish
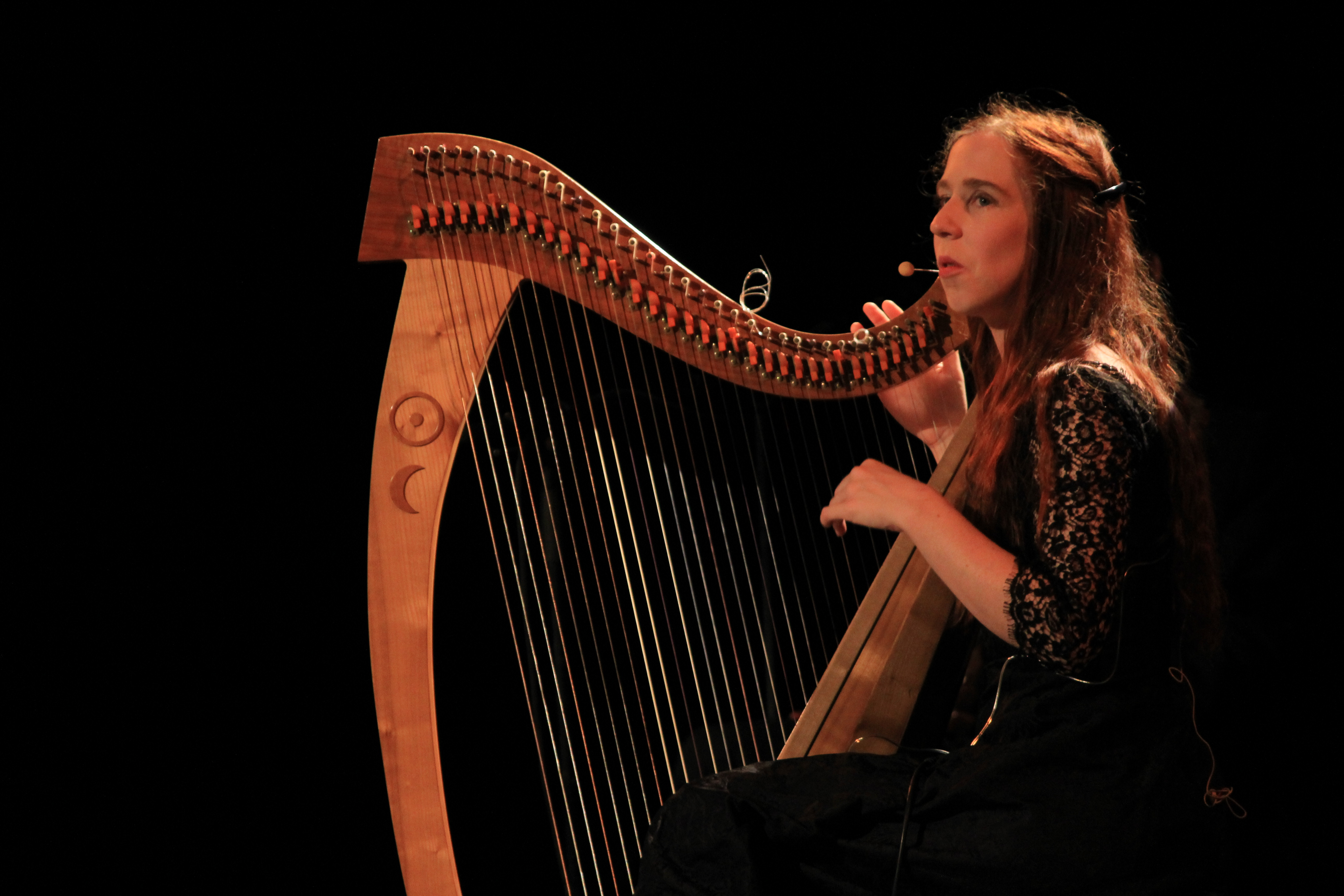
Cécile Corbel
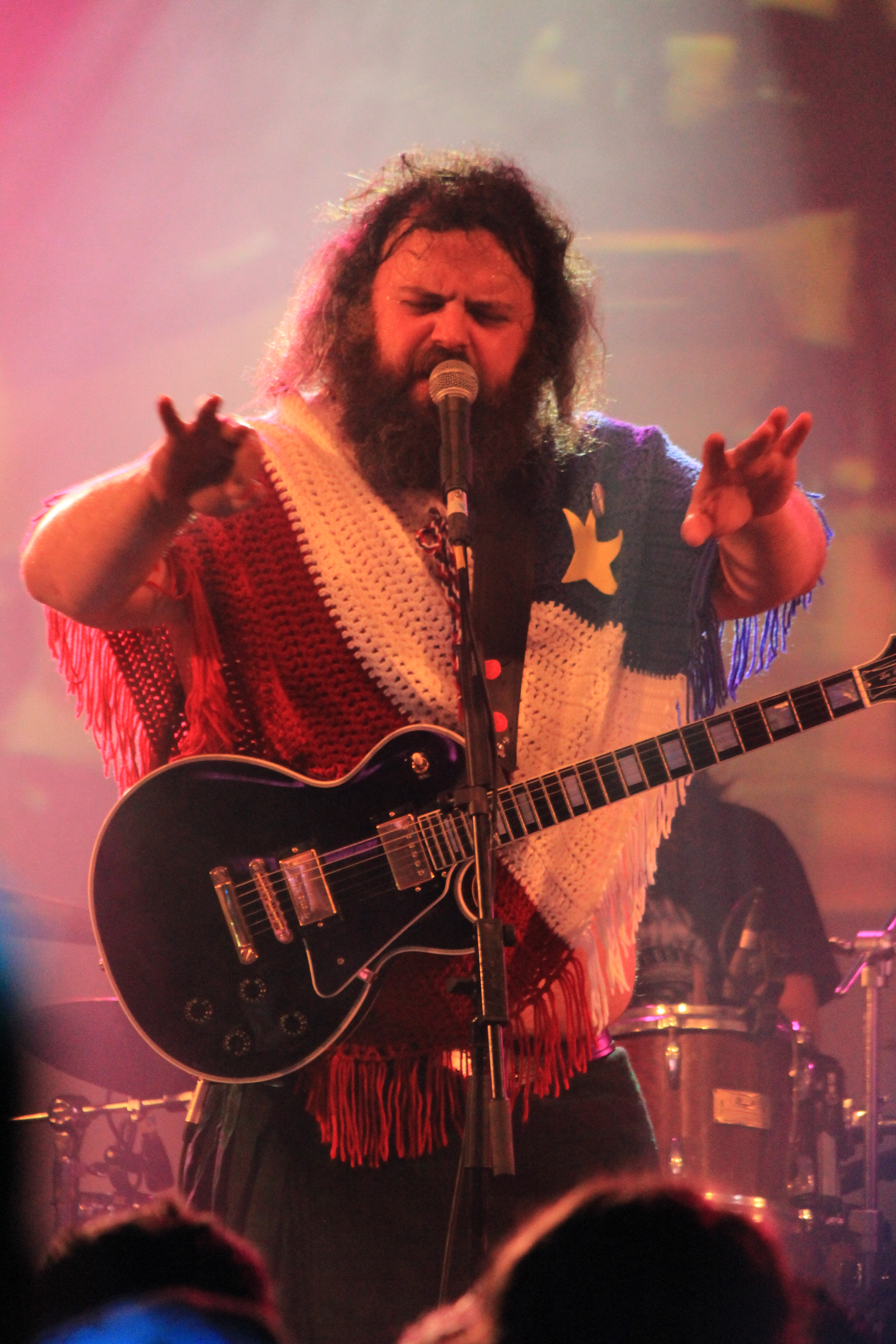
Les Hôtesses d'Hilaire
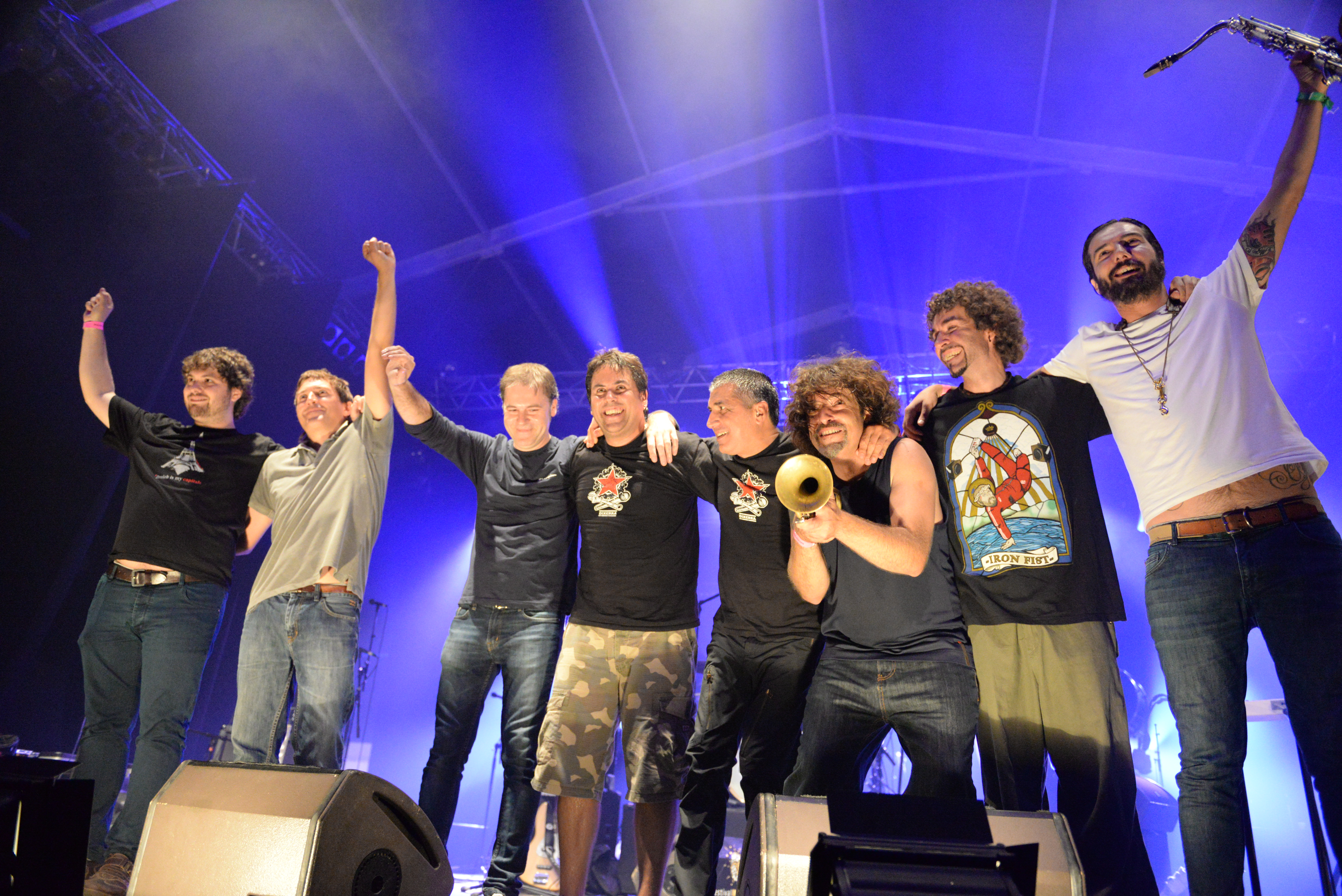
Dixebra

### Concours

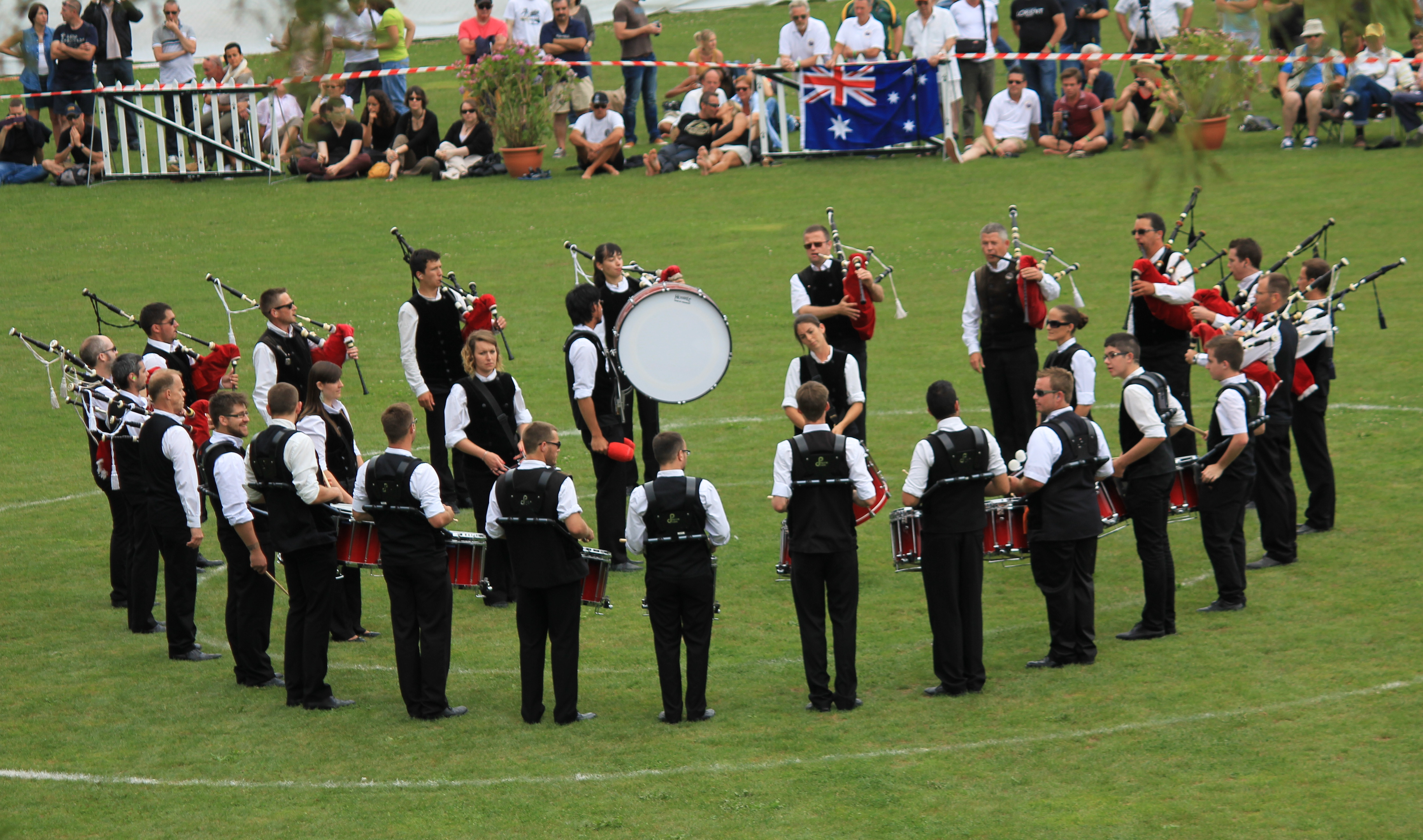
Le Bagad Cap Caval remporte tous les trophée International Greatness de pipe band.

Les concours de solistes récompensent lors de cette édition Robert Watt (Trophée MacCrimmon pour soliste de great Highland bagpipe), Álvaro Álvarez Fernández (Trophée MacCrimmon pour soliste de gaïta), Fred Morrison (concours International de Pibroc’h), Romain Toulliou (Kitchen Music, pour la troisième année consécutive), Davy Legall (trophée Botuha d sonneurs de moins de 20 ans), Mickael Marchand (accordéon), et Eadaoin Ní Mhaicín (trophée de harpe Camac).
Plusieurs concours de groupes sont organisés. Le Trophée Matilin an Dall pour couple de sonneurs est remporté par Goulven Hénaff et Alexis Meunier. Le Trophée de musique celtique Loïc Raison pour les nouveaux talents est remporté par An Tri Dipop. Le Trophée Matilin an Dall pour couple de sonneurs est remporté par Goulven Hénaff et Alexis Meunier.
Le Bagad Cap Caval remporte des deux trophées International Greatness de pipe band, en MSR et en medley, ainsi que celui de batteries. Le championnat national des bagadoù 2014 voit lui la Kevrenn Alré remporter l'épreuve de Lorient, et le Bagad Kemper s'imposer au général.

### Autres activités

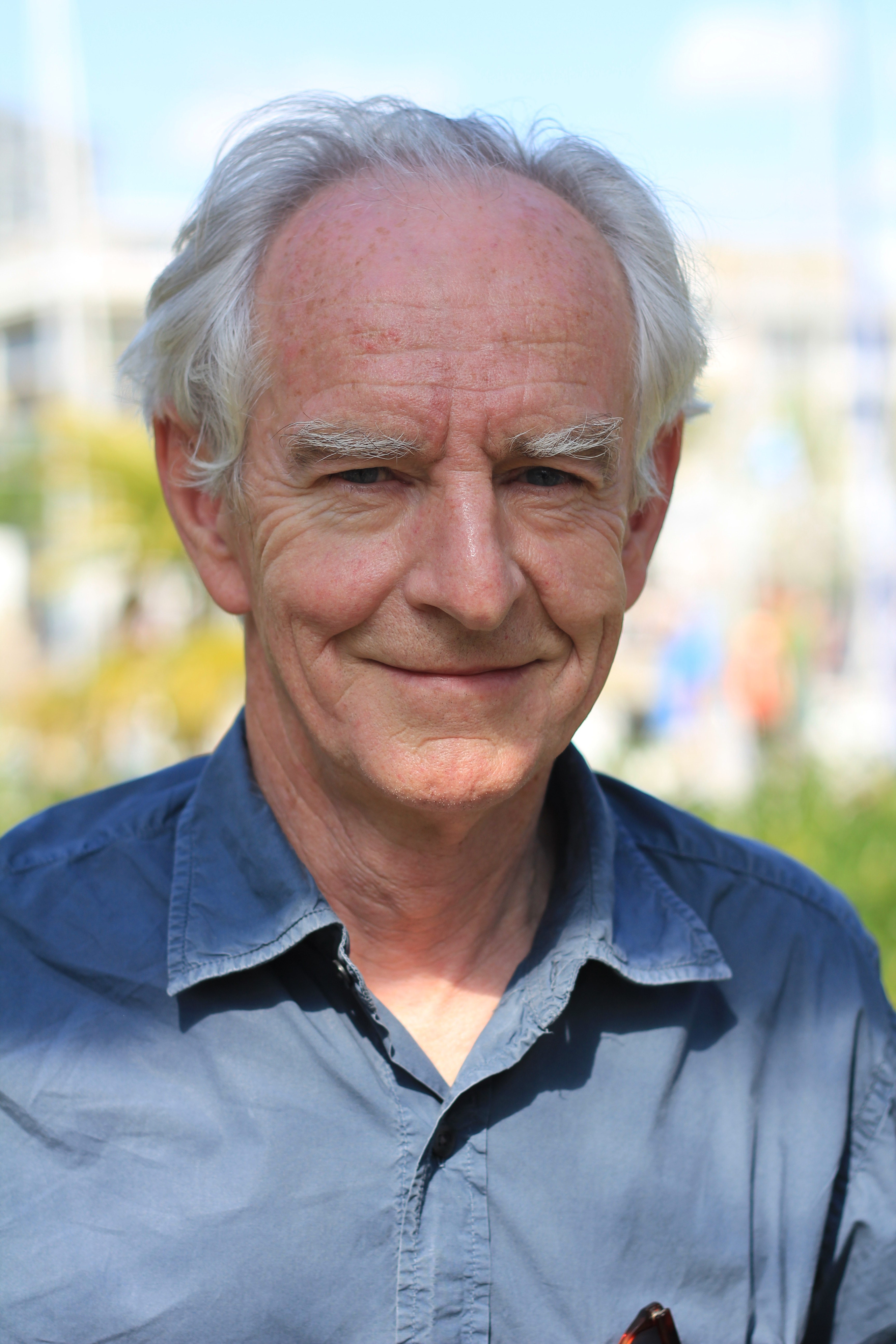
René Pétillon fait partie des intervenants en 2014.

Des conférences sont organisées quotidiennement à l'« espace parole », et René Pétillon ou encore Hervé Lossec font partie des invités cette année-là. Des conférences prenant pour sujet les relations entre la Bretagne et l'Irlande se tiennent à la Chambre de commerce, organisées par l'Université populaire bretonne.
La gastronomie locale est mise en avant via la création d'un espace « Armor-Argoat », dans lequel la société exploitant le port de pêche de Keroman organise quotidiennement des ventes à la criée des produits de la marée. Des productions agricoles bretonnes sont aussi présentées, via une participation de l'association produit en Bretagne, comme les fraises de Plougastel ou des vins Muscadet. L'AOC cidre breton classée au « patrimoine culturel national » lors de l'année écoulée est lui aussi mis en avant.
Dans le cadre de la venue du président irlandais Michael D. Higgins, des visites du patrouilleur LÉ Niamh sont proposées.

## Bilan

### Fréquentation et retombées
Les organisateurs du festival communiquent le chiffre de 750 000 festivaliers présents lors de l'édition 2014. Un peu plus de 40 000 badges d'accès ont été vendus. Si l'organisation ne communique pas de chiffre précis concernant les ventes de billets de concerts, elle indique cependant qu'il « représente le meilleur résultat depuis 2011 », très probablement au delà des 95 000 places. La chambre régionale des comptes indique en 2017 que 86 751 places ont été vendues cette année-là, dont 15 864 gratuitement, au titre de contrepartie pour les bénévoles, les partenaires, ou les mécènes.
Dans le détail, sept concerts se sont joués à guichets fermés, dont trois ont affiché complet avant même le début du festival (la soirée d'ouverture « The Glanmore concert », Suzanne Vega, et la Grande Nuit de l'Irlande). 60 000 spectateurs ont été dénombrés lors de la Grande Parade. Les pavillons des nations celtes ont aussi enregistré des fréquentations élevées, celui de l'Irlande et de l'Acadie affichant plus de 100 000 visiteurs,.
Le festival remporte par ailleurs le prix du « meilleur festival urbain » français 2014, décerné par Festivals Awards.

### Sécurité
Un bilan de la sécurité est dressé à la fin du festival par le sous-préfet de Lorient Jean-Francis Treffel. Les services de l’État ont ainsi eu recours à une centaine de personnes, notamment au travers de la mobilisation d'un escadron de gendarmerie, renforcé d'une demi-compagnie de CRS lors des deux weekends du festival. Deux ou trois interpellations pour ivresse manifeste sur la voie publique sont en moyenne recensées, avec un pic à treize interpellations le dernier samedi du festival.
Les difficultés se sont concentrées sur la dernière partie de soirée, avec des regroupements de personnes alcoolisées aux abords du palais des congrès et dans une moindre mesure de l'hôtel de ville. Deux décès sont par ailleurs à dénombrer pendant le festival, les victimes ayant été renversées par un bus de la CTRL ; selon le sous-préfet, les mesures de sécurisation ne sont pas mises en cause, un défaut technique étant à l'origine de l'accident. Une réflexion est par ailleurs esquissée avec la municipalité pour avancer de 4 à 3 heures du matin l'horaire de fermeture du festival.

### Evolutions annoncées
La question d'une « maison du festival », permettant à l'association d'avoir plus de visibilité le reste de l'année à Lorient, est de nouveau évoquée. L'objectif est alors pour le festival de disposer d'un site permettant d'inclure la vente de produits dérivés ou de billets de concert, mais aussi permettant d'organiser des rencontres et d'en faire un lieu d'information. Cet outil est alors vu comme « indispensable au développement économique, culturel et social » de la structure. Les dirigeants du festival affirment avoir eu la possibilité de lancer un projet lors de l'automne précédent, mais avoir dû y renoncer « pour des questions financières ». Ils indiquent alors vouloir présenter « un projet complet à la rentrée prochaine ». 
La direction du festival indique aussi vouloir diversifier ses ressources financières, notamment en utilisant le stade du Moustoir à d'autres moments de l'année pour y organiser des concerts. Son usage pour un concert lors de cette édition est jugé satisfaisant, et de nouvelles utilisations lors des éditions suivantes sont alors projetées.

### Données économiques
Le bilan comptable de l'édition 2014 est annoncé lors de l'assemblée générale du 31 mai 2015 au centre culturel d'Amzer Nevez à Ploemeur. Malgré une bonne fréquentation, le festival enregistre un déficit de 234 000 € pour cette édition, ce qui porte son passif à un peu plus de 580 000 €. Un plan d'action visant à rééquilibrer les comptes en cinq ans, en dégageant 120 000 € de bénéfice par an est alors présenté. Celui-ci passe par une hausse de 13 % du chiffre d'affaires, en visant des ventes plus importantes du badge de soutien, une réorganisation des points de restauration, et un développement des modes de paiement « cashless ».

## Discographie
Dès le printemps paraît une compilation contenant des titres des principaux artistes invités au festival :
- 2014 : 44ème festival interceltique de Lorient - Année de L'Irlande (Keltia)| No  | Titre                                    | Durée |
| --- | ---------------------------------------- | ----- |
| 1.  | Morning Nightcap - Lúnasa                |       |
| 2.  | Ar Butun - Barzaz                        |       |
| 3.  | Turas San Lochmor - Julie Fowlis         |       |
| 4.  | Fool's Complaint - Suzanne Vega          |       |
| 5.  | Hawk - Jarlath Henderson / Ross Aisnlie  |       |
| 6.  | Marguerite And The Gambler - Mary Black  |       |
| 7.  | Vals do Jicho - Cuarteto Caramuxo        |       |
| 8.  | Un Air de Kildare - Yves Lambert Trio    |       |
| 9.  | She'neen aeg mish as aalin - Ruth Keggin |       |
| 10. | Ha Lay La - Rag Foundation               |       |
| 11. | The Devilll for my hurt - The Olllam     |       |
| 12. | Scorpion - Bernard Lavilliers            |       |
| 13. | El Agua De La Vida - Salsa Celtica       |       |
| 14. | Dirty Old Town - The Dublin Legends      |       |
| 15. | Motivos Pa Regresar - Dixebra            |       |
| 16. | Les gueux - Red Cardell / Bagad Kemper   |       |
| 17. | Blue Collar Jane - The Strypes           |       |
| 18. | Dindirin - Canoryon Lowen                |       |

## Sources